# Ralf Kraft
Ralf Kraft (* 24. Februar 1957 in Weida) ist ein ehemaliger deutscher Fußballspieler. Für die BSG Wismut Gera und BSG Wismut Aue absolvierte Kraft in der höchsten Spielklasse der DDR in der Zeit von 1977 bis 1986 156 Spiele (6 Tore).

## Sportliche Laufbahn
Nachdem Ralf Kraft von 1968 an die Nachwuchsmannschaften der Betriebssportgemeinschaft (BSG) Wismut Gera durchlaufen hatte, absolvierte er seine ersten Spiele in der zweitklassigen DDR-Liga. In seiner ersten DDR-Liga-Saison 1976/77 hatte er bereits vom 8. Spieltag an einen Stammplatz als Abwehrspieler sicher und kam bis zum Saisonende auf 14 Punktspiele und zu einem Torerfolg. Der Mannschaft gelang der Aufstieg in die DDR-Oberliga, und Kraft wurde für den Spielerkader nominiert. Der neue Trainer Gerhard Waidhas fand jedoch für Kraft nicht die ideale Position, er musste auch mehrfach pausieren, so dass er schließlich in den 26 Oberligaspielen ohne Stammposition und ohne Tor nur auf 15 Einsätze kam.
Trotzdem wurde Ralf Kraft 1978 von der BSG Wismut Gera zum Fußballschwerpunkt der Sportvereinigung Wismut, dem Oberligisten BSG Wismut Aue, delegiert. Auch dessen Trainer Manfred Fuchs experimentierte 1978/79 zunächst mit seinem neuen Spieler und setzte ihn in der Hinrunde auf unterschiedlichen Positionen sowohl in der Abwehr als auch im Mittelfeld ein. Erst von der Rückrunde an hatte er mit der linken Verteidigerseite den idealen Platz für Kraft gefunden. Dieser beendete seine erste Spielzeit in Aue schließlich mit 24 von 26 möglichen Einsätzen. Eine seiner erfolgreichsten Spielzeiten absolvierte Kraft 1979/80, in der er nur ein Oberligaspiel verpasste, dagegen aber drei Tore erzielte. Anschließend wurde jedoch seine Fußballkarriere unterbrochen, denn er wurde im Mai 1980 für 18 Monate zum Wehrdienst in die Nationalen Volksarmee eingezogen. In dieser Zeit spielte er mit seinen ehemaligen Geraer Mannschaftskameraden Matthias Kaiser bei der BSG Motor Teltow in der drittklassigen Bezirksliga Potsdam. Zusammen gewannen sie mit Teltow 1981 den Bezirkspokal. Nach seiner Entlassung kehrte Kraft wieder zur BSG Wismut Aue zurück, wo er ab November 1981 sofort wieder einen Stammplatz erhielt. Er wechselte nun aber unter Trainer Hans-Ulrich Thomale auf die rechte Abwehrseite und bestritt die restlichen 16 Oberligaspiele.  Nach 21 Oberligaspielen 1982/83 wurde Kraft, nachdem er in der Hinrunde 1983 elfmal in der Oberliga eingesetzt worden war, am 12. Spieltag so schwer verletzt, dass er für den Rest der Saison ausfiel. Mit Beginn der Spielzeit 1984/85 war er nach überstandener Operation wieder voll hergestellt und verpasste nur ein Oberligaspiel. Zusätzlich kam er in vier von sechs Spielen, die Wismut Aue Intertoto-Cup 1984 absolvierte, zum Einsatz. 1985/86 pausierte Kraft mehrfach in der Oberliga und kam dort nur auf 18 Einsätze. Zwischendurch spielte er auch viermal mit der 2. Mannschaft in der DDR-Liga. Er hatte aber auch zehn internationale Einsätze, vier im Intertoto-Cup 1985, sowie zwei Spiele im UEFA-Pokal 1985/86. Dort musste Wismut Aue in der 1. Runde gegen den sowjetischen Vertreter Dnepr Dnepropetrowsk antreten und schied nach zwei Niederlagen (1:2, 1:3) vorzeitig aus. Kraft war in beiden Begegnungen mit Kurzeinsätzen dabei.
Zur Saison 1986/87 kehrte Ralf Kraft wieder nach Gera zurück und bestritt mit der BSG Wismut noch drei Spielzeiten in der DDR-Liga. Dabei machte er eine Wandlung vom Abwehrspieler zum Stürmer durch. In den drei Spielzeiten bis 1988/89 mit insgesamt 102 Spielen kam Kraft auf 83 Einsätze mit weiteren zwei Toren.
1989/90 absolvierte er seine letzte Saison im überregionalen Spielbetrieb beim DDR-Ligisten BSG dkk Scharfenstein-Krumhermersdorf, wo er auch seine letzten 21 DDR-Liga-Spiele bestritt. Die BSG dkk stieg am Saisonende ab und kehrte ebenso wie Ralf Kraft nicht mehr in den höheren Ligabereich zurück. Nach der Wende war er Spielertrainer beim 1. FC Rodewisch, mit denen er 1995 in die Landesliga Sachsen aufstieg. Später war er als Übungsleiter bei verschiedenen unterklassigen Vereinen im Vogtlandkreis tätig.